# توني كيننغ
توني كيننغ (بالإنجليزية: Tony Kenning)‏، هو عازف إيقاعي بريطاني قام بعزف الطبول في التشكيلة الأصلية لفرقة الروك ديف ليبارد من نوفمبر 1977 حتى نوفمبر 1978. كان كيننغ هو من اقترح تغيير اسم الفرقة من ديف ليوبارد (بالإنجليزية: Deaf Leopard)‏ إلى ديف ليبارد (بالإنجليزية: Def Leppard)‏.